# Заклопац
Заклопац је насељено мјесто у општини Грачац, југоисточна Лика, Република Хрватска.

## Географија
Заклопац је удаљен око 45 км сјевероисточно од Грачаца.

## Историја
Заклопац се од распада Југославије до августа 1995. године налазио у Републици Српској Крајини.

## Становништво
Заклопац се до пописа становништва 1971. налазио у саставу општине Срб, а до августа 1995. у саставу општине Доњи Лапац. Према попису становништва из 2011. године, насеље Заклопац је имало 23 становника.
| Националност       | 1991. | 1981. | 1971. | 1961. |
| Срби               | 76    | 144   | 151   | 157   |
| Југословени        |       |       | 1     | 19    |
| Хрвати             |       |       | 2     |       |
| Словенци           |       |       | 1     |       |
| остали и непознато |       | 1     | 1     |       |
| Укупно             | 76    | 145   | 156   | 176   |

| Демографија | Демографија | Демографија |
| Година      | Становника  | Становника  |
| ----------- | ----------- | ----------- |
| 1961.       | 176         |             |
| 1971.       | 156         |             |
| 1981.       | 145         |             |
| 1991.       | 76          |             |
| 2001.       | 15          |             |
| 2011.       |             | 23          |